# Raphaël Géminiani
Raphaël Géminiani (Clermont-Ferrand, 12 de junho de 1925 – 5 de julho de 2024) foi um ciclista francês, chamado o grande fuzil, que foi profissional entre 1946 e 1960.

## Carreira
Entre seus sucessos mais importantes destacam o Grande Prêmio da Montanha e a sua segunda posição final no Tour de France de 1951 e o terceiro lugar no 1958. Ganhou 7 etapas do Tour. Um Campeonato da França em estrada, dois grandes prêmios da montanha no Giro d'Italia e a Terceira posição da Volta a Espanha de 1955 são outros dos seus resultados destacados.
Em 1955 converteu-se no primeiro ciclista em acabar as três Grandes Voltas entre os dez primeiros numa mesma temporada, meta só igualada por Gastone Nencini dois anos depois.
Quando se retirou como ciclista se converteu em director desportivo. Dirigiu a Jacques Anquetil e Joaquim Agostinho, entre outros ciclistas.

## Morte
Géminiani morreu no dia 5 de julho de 2024, aos 99 anos.

## Palmarés
| 1949 - Tour de Corrèze - 1 etapa do Tour de France 1950 - Polymultipliée - 2 etapas do Tour de France 1951 - 1 etapa do Critérium du Dauphiné - Polymultipliée - Grande Prêmio de Midi Livre - 2º do Tour de France, mais 1 etapa e classificação da montanha 1952 - Classificação da montanha do Giro d'Italia - 2 etapas do Tour de France | 1953 - Campeão da França de Ciclismo em Estrada - 1 etapa do Critérium du Dauphiné 1955 - 1 etapa do Tour de France - 3º na Volta a Espanha 1957 - 1 etapa da Volta à Suíça - Classificação da montanha do Giro d'Italia - Tour de Costa de Marfil, mais 9 etapas 1958 - 1 etapa do Giro di Sardegna - 2º no Campeonato de França em Estrada - 3º do Tour de France |

## Resultados nas grandes voltas
| Carreira           | 1946 | 1947 | 1948 | 1949 | 1950 | 1951 | 1952 | 1953 | 1954 | 1955 | 1956 | 1957 | 1958 | 1959 | 1960 |
| ------------------ | ---- | ---- | ---- | ---- | ---- | ---- | ---- | ---- | ---- | ---- | ---- | ---- | ---- | ---- | ---- |
| Giro d'Italia      | -    | -    | -    | -    | -    | -    | 9º   | 30º  | -    | 4º   | -    | 5º   | 8º   | -    | -    |
| Tour de France     | X    | Ab.  | 15º  | 25º  | 4º   | 2º   | 11º  | 9º   | -    | 6º   | 49º  | -    | 3º   | 28º  | -    |
| Volta a Espanha    | -    | -    | -    | X    | -    | X    | X    | X    | X    | 3º   | -    | 5º   | -    | Ab.  | -    |
| Mundial em Estrada | -    | -    | -    | -    | Ab.  | Ab.  | -    | 9º   | -    | 8º   | -    | -    | 15º  | -    | -    |

-: Não participa

Ab.: Abandono

X: Edições não celebradas